# Kolačno
Kolačno (em húngaro: Kalacsna) é um município da Eslováquia, situado no distrito de Partizánske, na região de Trenčín. Tem 21,31 km² de área e sua população em 2018 foi estimada em 885 habitantes.

## Demografia
| Ano:        | 1994 | 2004   | 2014   | 2024   |
| ----------- | ---- | ------ | ------ | ------ |
| Broj ljudi: | 921  | 887    | 878    | 899    |
| Razlika:    |      | -3,69% | -1,01% | +2,39% |

| Ano:               | 2023 | 2024   |
| ------------------ | ---- | ------ |
| Número de pessoas: | 892  | 899    |
| Diferença:         |      | +0,78% |